# Nedre Skommartjärnen
Nedre Skommartjärnen är en sjö i Borlänge kommun i Dalarna och ingår i Dalälvens huvudavrinningsområde.